# József Kovács (fondista)
József Kovács   (Nyíregyháza, 3 de març de 1926 - Budapest, 29 de març de 1987) fou un atleta hongarès, especialista en curses de fons, que va competir durant la dècada de 1950.
Durant la seva carrera esportiva va prendre part en tres edicions dels Jocs Olímpics d'Estiu, el 1952, a Hèlsinki, el 1956, a Melbourne, i el 1960, a Roma. Destaca la medalla de plata que guanyà als Jocs de Melbourne de 1956 en la prova dels 10.000 metres del programa d'atletisme.
En el seu palmarès també destaca una medalla de plata en els 10.000 metres al Campionat d'Europa d'atletisme de 1954. i dues de bronze en els 5.000 metres al Festival Mundial de la Joventut i els Estudiants. Es proclamà onze vegades campió nacional: tres dels 5.000 metres (1951, 1954, 1959), quatre dels 10.000 metres (1952, 1953, 1954, 1955) i quatre de camp a través (1954, 1957, 1958, 1959).
Durant la seva carrera esportiva va posseir vuit rècords nacionals en diferents disciplines.

## Millors marques
- 3.000 metres. 8'16.8" (1953)
- 5.000 metres. 13'47.6" (1959)
- 10.000 metres. 28'52.4" (1956)[1]